# 스코티시 챌린지컵

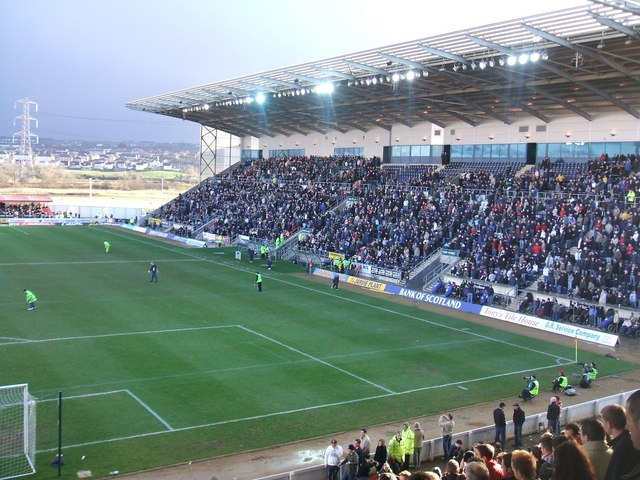

스코틀랜드 챌린지컵(영어: Scottish Challenge Cup)은 스코틀랜드 축구의 컵대회로, 1990년에 스코틀랜드 풋볼 리그 창설(1890년 창설) 100주년을 기념하기 위해 창설되어 현재에 이르고 있다. 스코틀랜드 풋볼 리그에 참여하고 있는 30개 클럽에 참가 자격이 주어지며 대회 진행 방식은 잉글랜드의 풋볼 리그 트로피와 비슷하다. 현재 디펜딩 챔피언은 인버네스 캘리도니언 시슬 FC를 3-2으로 이기고 우승한 던디 FC이다.

## 팀별 우승 횟수
| 클럽                        | 우승                 | 준우승 |
| --------------------------- | -------------------- | ------ |
| 에어드리오니언스 FC         | 3 (1995, 2001, 2002) | 0      |
| 폴커크 FC                   | 3 (1993, 1997, 2004) | 0      |
| 던디 FC                     | 2 (1991, 2010)       | 1      |
| 해밀턴 아카데미컬 FC        | 2 (1992, 1993)       | 1      |
| 로스 카운티 FC              | 1 (2007)             | 2      |
| 인버네스 캘리도니언 시슬 FC | 1 (2004)             | 1      |
| 퀸 오브 더 사우스 FC        | 1 (2003)             | 1      |
| 세인트 존스턴 FC            | 1 (2008)             | 1      |
| 세인트 미렌 FC              | 1 (2006)             | 1      |
| 에어드리 유나이티드 FC      | 1 (2009)             | 1      |
| 스텐하우스뮤어 FC           | 1 (1996)             | 0      |
| 스트랜레어 FC               | 1 (1997)             | 0      |